# Christian Martin Hudtwalcker
Christian Martin Hudtwalcker (* 15. Oktober 1761 in Hamburg; † 8. September 1835 in Itzehoe) war ein deutscher evangelisch-lutherischer Geistlicher und zuletzt Propst in Itzehoe.

## Leben und Wirken
Hudtwalcker stammte aus einer angesehenen Hamburger Kaufmannsfamilie. Er war ein Sohn des Oberalten Jacob Hinrich Hudtwalcker (* 20. November 1710 Altona; † 28. Oktober 1781 Hamburg) und seiner Frau Sarah, geb. Ehlers. Sein Vater, selbst Sohn eines Käsehändlers in Altona, hatte nach einer Lehre bei dem Herings-, Tran- und Fischwarenhändler Meinert von Winthem im April 1743 das bis heute bestehende Unternehmen Hudtwalcker & Co. gegründet, das sich auf den Handel mit Fischtran spezialisierte. Johann Michael Hudtwalcker war sein Bruder und übernahm das Unternehmen.
Nach dem Abschluss seines Theologiestudiums wurde er 1786 Pastor in Malente im Hochstift Lübeck und nach 1789 Pastor in Neukirchen (Ostholstein). 

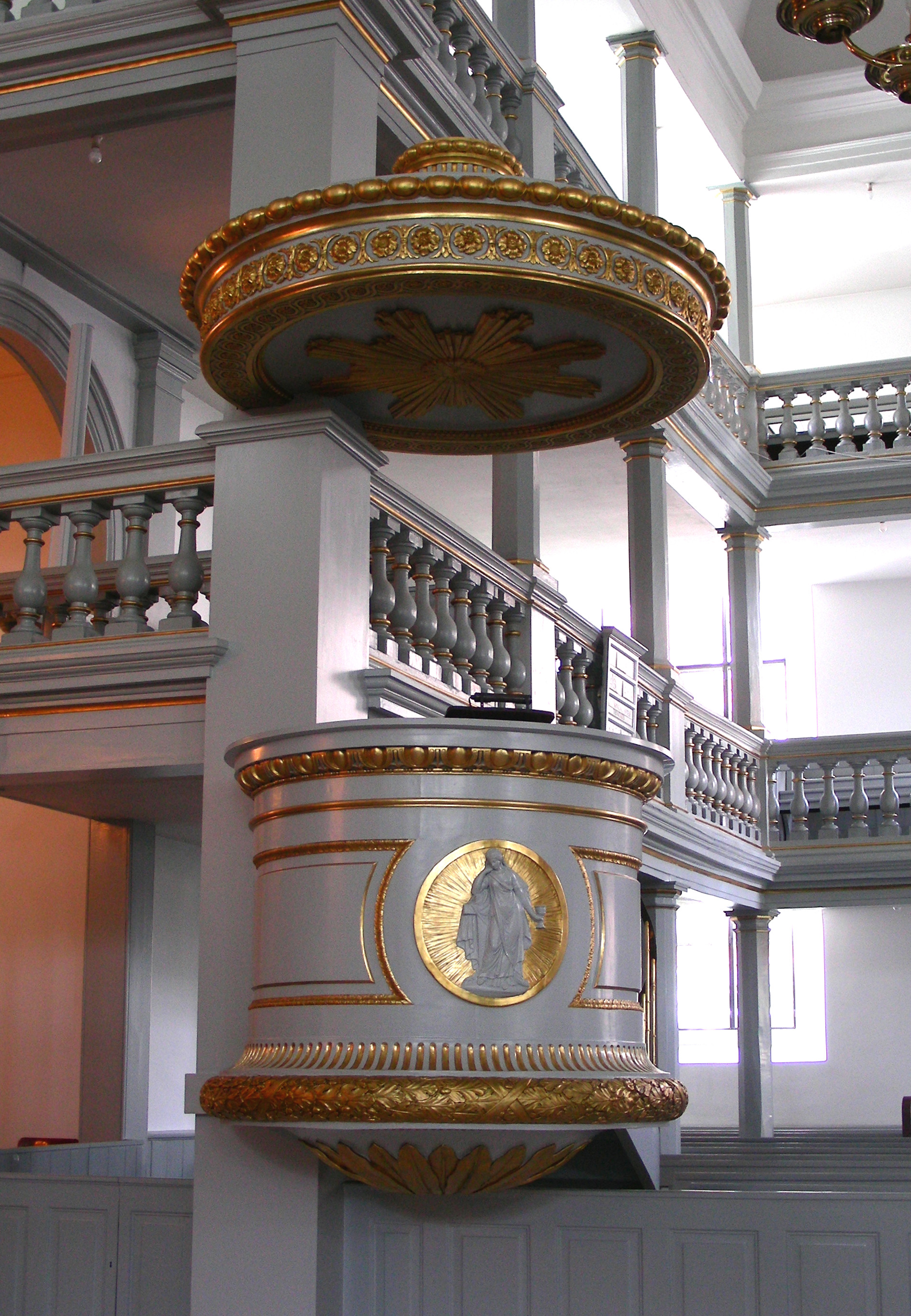
Kanzel der Garnisonkirche in Kopenhagen

Durch seine Predigten und Schriften wurde er weithin bekannt; 1801 erhielt er daher einen Ruf als Hauptpastor an die einen guten Namen erworben hatte, so wurde er 1801 als Hauptpastor und deutscher Garnisonsprediger an die Kirche des Herrn Zebaoth (Garnisonskirche) nach Kopenhagen berufen. In dieser Zeit war er auch Erzieher seines Neffen, des späteren Hamburger Senators Martin Hieronymus Hudtwalcker. Nicolaus Hudtwalcker war ebenfalls sein Neffe. Als er 1807 im Verlauf der Belagerung Kopenhagens sich für die Kapitulation aussprach, zog er sich den Zorn des damaligen Kronprinzen zu. Als dieser 1808 als Friedrich VI. den Thron bestieg, wurde Hudtwalckers Position unhaltbar. 
1809 bewarb er sich um die Pfarrstelle in Neuenbrook im damals zu Dänemark gehörenden Amt Steinburg und trat diese Stelle 1810 an. 1814 wurde er zum Haupt- und Klosterprediger in Itzehoe erwählt. Gleichzeitig wurde er zum königlich dänischen Konsistorialrat und zum Propst der Propstei Münsterdorf, der mit 22 Kirchspielen größten im Herzogtum Holstein, ernannt.
Er wurde 17821 in Göttingen in die Freimaurerloge Augusta zu den drei Flammen aufgenommen.
Seine älteste Tochter Susanna heiratete 1842 den Mediziner und Autor Johann Wilhelm Heinrich Grabau.

## Auszeichnungen
- 1. November 1828: Ritter des Dannebrogordens

## Schriften
- Anleitung zu einer vernünftigen Andacht beim Genusse des heiligen Abendmals: für den Bürger und Landmann. 1793
- Predigten und Casual-Reden. 1800
- Vier Predigten und zwey Taufreden. 1800
- Predigten. 1805